# Schloss Turbenthal
Das Schloss Turbenthal, auch Unteres Schloss genannt, ist ein Schloss in Turbenthal im Schweizer Kanton Zürich, das im 17. Jh. gebaut wurde.

## Geschichte
Turbenthal war bereits im 9. Jh. im Besitz des Klosters St. Gallen. Ab dem 11. Jh. gehörte die hohe Gerichtsbarkeit den Kyburgern. Die niedere Gerichtsbarkeit wurde als Lehen des Klosters an die Breitenlandenberger vergeben, eine Linie der Landenberger, die sich bereits im 13. Jh. von der Stammlinie löste. Der Sitz der Familie war die Burg Breitenlandenberg oberhalb von Turbenthal. 1666 liess Johann Christoph von Breitenlandenberg ein neues Schloss im Tal bauen, das als Unteres Schloss bezeichnet wurde – im Gegensatz zur Burg Breitenlandenberg, die als Oberes Schloss bezeichnet wurde. Bis zum Einfall der Franzosen im Jahre 1798 war das Schloss Turbenthal zeitweise der Sitz Gerichtsherrschaft.
Das Schloss gelangte in Privatbesitz und wurde 1902 vom Hermann Herold-Wolff der Schweizerischen Gemeinnützigen Gesellschaft (SGG) geschenkt. Herolds waren eine deutschstämmige Bürgerfamilie aus Chur. Hermann Herold-Wolff wurde 1851 geboren und arbeitete für die J.P. Morgan Bank in Paris und wurde 1915 Privatier. Das Schloss wurde ab 1903 als Taubstummenanstalt, ab 1941 als Altersheim genutzt. Nach der Renovation 1974 nutzte es die Heilpädagogische Schule Turbenthal, bis diese 1999 in das alte Oberstufenschulhaus umzog und das Schloss wieder vom Gehörlosendorf Stiftung Schloss Turbenthal genutzt wurde.
Seit 1979 steht das Schloss mit dem zugehörigen Waschhaus von 1851 und der Schlossscheune, deren ältester Teil von 1820 stammt, unter Denkmalschutz. Die Gebäude sind als Objekte von kantonaler Bedeutung klassifiziert.

## Bauwerk
Das Schloss ist ein dreistöckiges Haus mit Satteldach und gedeckten Giebeln, unter dem sich nochmals zwei Stockwerke befinden. Es steht mit der Stirnseite gegen die St. Gallerstrasse. Auf der Westseite ist das Gebäude mit einem Turm mit Spitzhelm versehen, auf der Ostseite mit einem Treppenhausanbau.